# Lijstduwer
Een lijstduwer is een verkiezingskandidaat namens een politieke partij die persoonlijk naar verwachting veel stemmen zal trekken, maar op een (vrijwel) onverkiesbare plaats op de kandidatenlijst staat.
Meestal gaat het om iemand die niet gekozen wil worden, maar wel wil bijdragen aan de populariteit van zijn of haar partij. Iemand die als lijstduwer gezien wordt, is vaak een bekende persoonlijkheid of populair politicus, die soms actief deelneemt aan de verkiezingscampagne en daarbij in de publiciteit treedt. Bij lokale verkiezingen wordt ook wel gekozen voor oud-wethouders die resultaten hebben behaald in het verleden.
Soms treedt een zittend minister op als lijstduwer bij de verkiezingen voor de Tweede Kamer, wanneer ze zo mogelijk wel als minister willen terugkeren, maar niet bereid is Kamerlid te worden wanneer hun partij onverhoopt niet in de regering komt. Ook komt het voor dat bekende landelijke politici als lijstduwer optreden bij verkiezingen voor de Provinciale Staten of de gemeenteraad. Omgekeerd komt het voor dat regionale politici als lijstduwer op een landelijke lijst staan, om stemmen in de regio te trekken. Soms treden bekende personen op als lijstduwer, terwijl zij geen politieke aspiraties hebben.
De eerste prominente lijstduwers dateren uit het begin van de jaren tachtig. De PvdA-prominenten Marcel van Dam en Wim Kok stonden toen als lijstduwer onderaan de PvdA-lijst voor de gemeenteraad.

## Morele aspecten
Er doet zich een bijzondere situatie voor wanneer een lijstduwer toch gekozen wordt, bijvoorbeeld door voorkeurstemmen of door een onverwacht goed resultaat van hun partij. In die situatie wordt op de lijstduwer een moreel beroep gedaan om de functie, waarvoor ze zijn verkozen, alsnog te aanvaarden. Zo kwam de Nederlandse oud-schaatskampioen Hilbert van der Duim, die zich bij de gemeenteraadsverkiezingen op de dertigste plaats van PLOP had laten zetten, onverwacht in de gemeenteraad van Assen.
Sommigen vinden dat het fenomeen lijstduwer kiezersbedrog is. De lijstduwer stelt zich immers in formele zin kandidaat voor een functie die ze niet daadwerkelijk willen aanvaarden. Bovendien zouden zij hun steun voor de partij ook op andere manieren tot uitdrukking kunnen brengen.
Daar staat de opvatting tegenover dat er weinig aan de hand is wanneer het lijstduwerschap vooraf duidelijk kenbaar is gemaakt, of wanneer het voor eenieder duidelijk is dat het slechts om een lijstduwerschap gaat. In dat geval is de kiezer op de hoogte en kunnen ze hun eigen afweging maken bij het uitbrengen van hun stem. Het lijstduwerschap heeft een unieke eigenschap die het gebruik ervan wellicht rechtvaardigt: de steun van een lijstduwer voor hun partij is expliciet zichtbaar in het stemhokje, op de plaats en op het moment waarop de kiezer definitief een keuze maakt. Een politicus heeft geen ander instrument tot hun beschikking met dezelfde eigenschap.
Met de kieshervorming in Vlaanderen van 2006 poogde men dit euvel op te lossen door de lijststem af te schaffen, en alleen de naamstem te laten doorwegen, zodat de plaats op de lijst geen enkel belang meer heeft.
Het Burgerforum Kiesstelsel komt eveneens tot de conclusie dat het lijstduwerschap afgeschaft moet worden.

## Voorbeelden
- Bij de verkiezingen voor de Nederlandse Tweede Kamer in januari 2003 stond toenmalig minister Hilbrand Nawijn op plaats 32 van de kandidatenlijst van de LPF. Hij had vooraf aangekondigd slechts lijstduwer te zijn en geen Kamerlid te willen worden. Deze mededeling heeft veel aandacht gekregen in de media, mede doordat Nawijn enige tijd in beeld was als beoogd lijsttrekker en doordat hij kritische uitlatingen had gedaan over de Tweede Kamer. Toen duidelijk werd dat hij 21.209 voorkeurstemmen had gekregen liet hij weten alsnog het Kamerlidmaatschap te aanvaarden.
- De VVD heeft enkele malen de actuele politieke leider als lijstduwer op de lijst voor de verkiezingen van het Europees Parlement gezet.
- In België stond Louis Tobback tijdens de Europese Parlementsverkiezingen 1994 als laatste op de Kamerlijst van de sp.a, maar hij haalde zoveel voorkeurstemmen dat hij toch verkozen werd.[3]
- Bij de verkiezingen voor de Nederlandse Tweede Kamer in november 2006 had de Partij voor de Dieren veel lijstduwers op de kieslijst; waaronder Paul Cliteur, Rudy Kousbroek, Kees van Kooten, Jan Wolkers, Martin Gaus, Maarten 't Hart, Ivo de Wijs en Georgina Verbaan.[4]
- Bij de Tweede Kamerverkiezingen in 2017 stond voormalig trainer van het Nederlands voetbalelftal onder 21 en sc Heerenveen Foppe de Haan als lijstduwer op plaats 75 van de kandidatenlijst van de PvdA.